# Аело
Аело (грч. Ἀελλώ, „олуја“) је у грчкој митологији била једна од Харпија.

## Митологија
Према једном предању, пошто су Харпије казниле трачког краља Финеја, Калеј и Зет, Борејини синови, гонили су Харпије све до Строфада, али се Аело бацила у једну реку која је од тада добила назив Харпис.

## Друге личности
- Аело је била и једна од Хиполитиних Амазонки, која се супротставила Хераклу, али није могла да му науди јер је носио непробојну лављу кожу. У том сукобу, она је изгубила живот.[2]
- Према Хигину и Овидију, Аело је био један од Актеонових паса.[3]